# آن ميتشيل (لاعبة كريكت)
آن ميتشيل (5 أبريل 1945 - ) (بالإنجليزية: Ann Mitchell)‏ هي لاعبة كريكت أسترالية.

## وصلات خارجية
- آن ميتشيل على موقع إي آس بي آن كريك إنفو (الإنجليزية)